# Bol en Smik
Bol en Smik is een kinderprogramma, dat wordt geproduceerd door Studio100 en BBC.
De serie wordt sinds 2008 door de BBC uitgezonden onder de naam Big & Small. In Vlaanderen en Nederland is hij te zien bij Ketnet en AVROTROS. Een aflevering duurt 11 min. De doelgroep is 4-5-jarigen. Het is het eerste Studio 100-programma dat niet uit de Benelux afkomstig is.

## Verhaal
Bol is de grootste vriend van Smik. Ook letterlijk want Bol is véél groter dan Smik. Soms heeft Smik het daar lastig mee, maar gelukkig is Bol een goede vriend. Ze beleven samen de gekste avonturen. Ze wonen samen in een gezellig huisje waar ze hun vriendjes ontvangen.

## Uitvoerend team
- Scenario door Kathy Wauwgh
- Ontwerp door Paul Andrejco
- Art direction door Mat Den Boer
- Liedteksten door Andy Bernhardt

## Stemacteurs

### Engelstalige versie
- Big, Small door Lenny Henry
- Ruby, Twiba door Imelda Staunton

### Vlaamse versie
- Bol door Ben Van Hoof
- Smik door Peter Van Gucht
- Ruby door Britt Van Der Borght
- Twiba door Walter Baele

## Shows in Nederland en Vlaanderen

### Studio 100 Zomerfestival
In 2010 waren Bol en Smik van de partij op het Studio 100 Zomerfestival.

## Premières
| Lang/Regio          | Zender              | Datum            | Taal       |
| ------------------- | ------------------- | ---------------- | ---------- |
| Verenigd Koninkrijk | BBC (CBEEBIES)      | 6 oktober 2008   | Engels     |
| Vlaanderen          | Ketnet              | 21 februari 2009 | Nederlands |
| Nederland           | AVROTROS            | 17 augustus 2009 | Nederlands |
| Canada              | YTV (THREEHOUSE TV) | 23 februari 2009 | Engels     |
| Wallonië            | RTL-TVI             | Onbekend         | Frans      |
| Frankrijk           | Canal+ (Piwi)       | 2 september 2009 | Frans      |
| Duitsland           | ARD                 | Onbekend         | Duits      |
| Oostenrijk          | ARD                 | Onbekend         | Duits      |
| Zwitserland         | ARD                 | Onbekend         | Duits      |
| Finland             | MTV3 (Sub Juniori)  | 2009             | Fins       |
| Denemarken          | DRTV                | Onbekend         | Deens      |
| Noorwegen           | NRK 300             | Onbekend         | Noors      |
| Turkije             | TRT Cocuk           | 2009             | Turks      |
| Italië              | Playhouse Disney    | 17 november 2009 | Italiaans  |
| Midden Oosten       | Al Jazeera          | Onbekend         | Arabisch   |